# Sühne-Denkmal

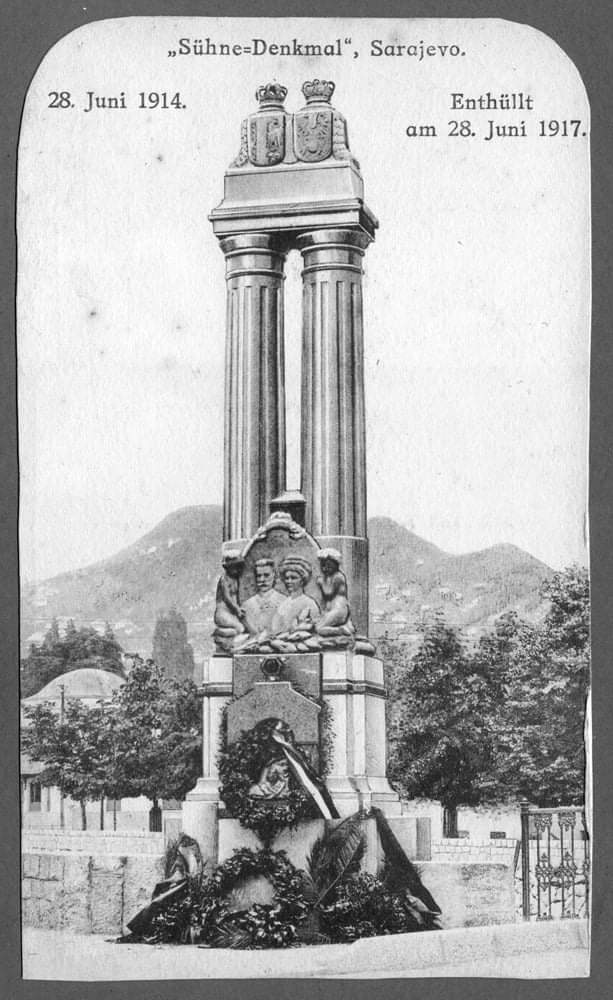
Das Denkmal in Sarajewo

Das Sühne-Denkmal wurde am 28. Juni 1917 in der Stadt Sarajevo enthüllt. Das Denkmal erinnerte an das Attentat von Sarajevo vom 28. Juni 1914, bei dem Gavrilo Princip den österreichisch-ungarischen Thronfolger Franz Ferdinand ermordet hatte, und befand sich in direkter Nähe zur Lateinerbrücke. Nach dem Krieg wurde das Denkmal abgebaut. Bestandteile des Denkmals waren bis in die 1970er Jahre im Museum der Stadt Sarajevo untergebracht. Seit 2014 gibt es Diskussionen darüber das Denkmal wieder zu rekonstruieren.

## Beschreibung
Nach Plänen von Jenő Bory wurde das zwölf Meter hohe Bauwerk aus schlesischem Granit gefertigt. Das Denkmal bestand aus zwei weit sichtbaren Säulen. Der Sockel trug eine Bronzetafel, auf dem ein Porträt des ermordeten Thronfolgerpaars und ein Österreich-Ungarisches Wappen angebracht waren. Gegenüberliegend war eine steinerne Sitzbank errichtet worden. Der Altar des Denkmals wurde gesprengt. Die Sitzbank besteht bis heute. Am Standort des Denkmals befindet sich seit 2014 eine zwei Meter hohe Glasplatte, auf der das Sühne-Denkmal abgebildet ist. Auf der Glasplatte ist die folgende Aufschrift enthalten: Denkmal für die Opfer des Attentats von Sarajevo, Erzherzog Franz Ferdinand, Thronerbe Österreich-Ungarns und seiner Frau Sophie Herzogin von Hohenberg. Am 28. Juni 1917 enthüllt und 1919 entfernt. Architekt: Jenő Bory.
Bory entwickelte weitergehende Pläne für eine große Kathedrale, die 4000 Menschen Platz geben sollte. Der aus mehreren Komplexen bestehende Bau sollte eine Kirche sowie ein Jugendheim enthalten. Die 1917 entstandenen Pläne konnten in der Folge nicht mehr realisiert werden.

## Trivia
- Vor dem Bau des Sühne-Denkmals war an dem Standort eine Steintafel mit der Aufschrift in bosnischer Sprache angebracht: „28.VI.1914 Es erlitten an dieser Kreuzung den Märtyrertod durch Mörderhand der Thronerbe Erzherzog Franz Ferdinand und seine Gattin Herzogin Sophie Hohenberg.“
- 1930 wurde eine Steintafel in serbo-kroatischer Sprache mit der Aufschrift An diesem historischen Ort hat Gavrilo Princip die Freiheit am 15/28 Vidovdan gebracht. angebracht. Diese Steintafel wurde nach dem Balkanfeldzug Hitler an seinem 52. Geburtstag als Kriegsbeute überreicht. Nach dem Krieg wurde die Tafel am 6. November 1946 an einen Vertreter der jugoslawischen Militärkommission übergeben. Seit dieser Zeit ist die Tafel verschwunden.[3]